# Inagh
Inagh (Iers: Eidhneach) is een dorp in County Clare, Ierland. Het is gelegen aan de N85 (Ennis-Ennistymon) bij de kruising met de R460 (Milltown Malbay-Inagh-Corofin-Gort), ten noordoosten van Slievecallan. Het dorp wordt doorsneden door de rivier de Inagh (ook wel: Cullenagh)
Het dorp bezit verschillende voorzieningen zoals een katholieke kerk, een crèche, twee supermarkten, een benzinestation en twee pubs/restaurants. Nabij het dorp is de bekende geitenboerderij en kaasmakerij St. Tola.
Inagh GAA is in 2007 gefuseerd met Kilnamona GAA en vormt sindsdien Inagh Kilnamona GAA. De club speelt alleen hurling.